# Tapina americana
Tapina americana är en skalbaggsart som beskrevs av François Louis Nompar de Caumont de Laporte 1832. Tapina americana ingår i släktet Tapina och familjen långhorningar. Inga underarter finns listade i Catalogue of Life.